# بوقلمون سرد

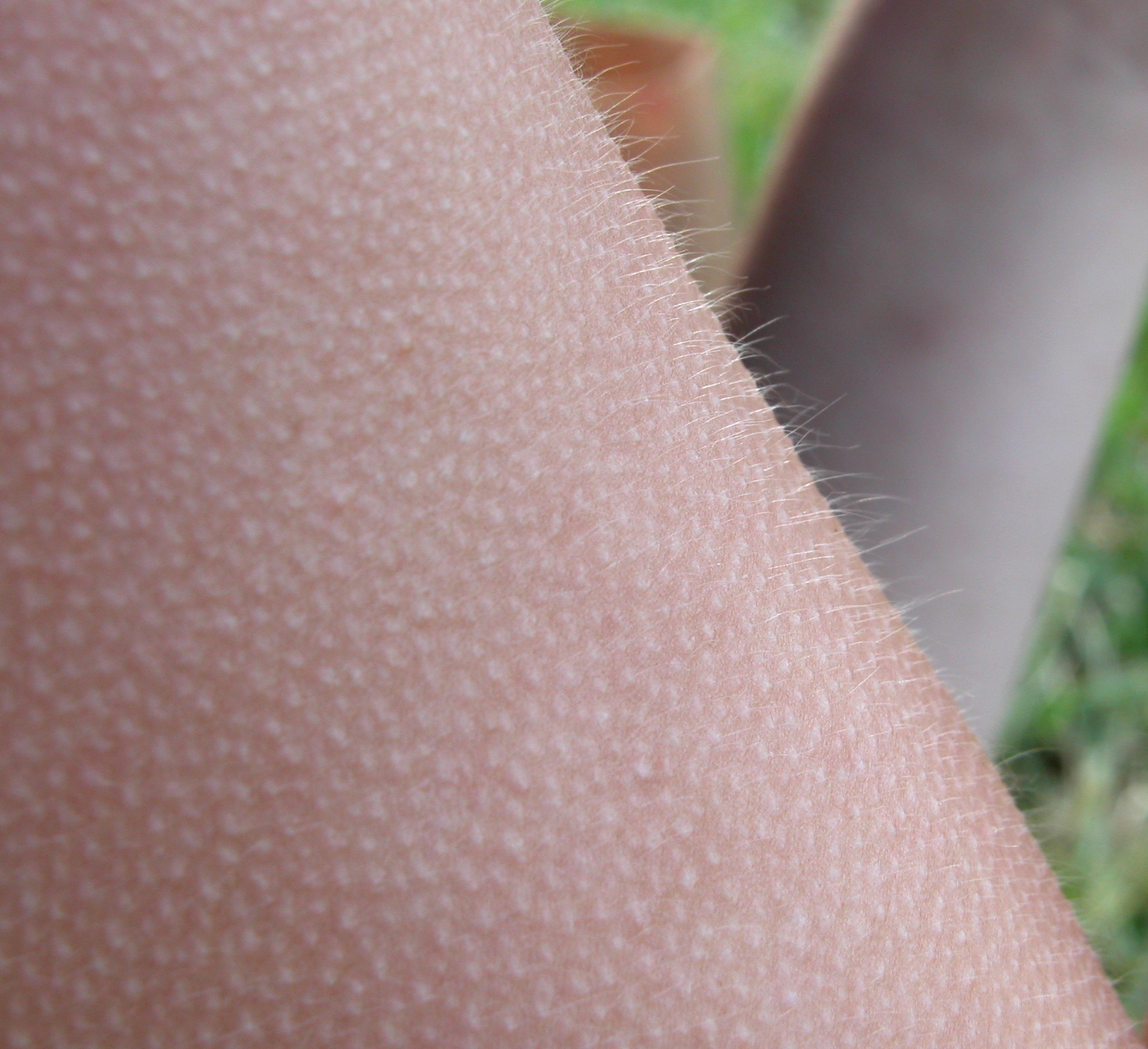
Goosebumps

بوقلمون سرد گرته‌برداری از عبارت Cold Turkey به معنی «ترک عادت ناگهانی» می‌باشد که در طول زمان به عواقب ناخوش آیندی منجر می‌شود و در مقابل این روش، شیوهٔ تدریجی کاهش مصرف در طول زمان یا جایگزین‌های داروی شیمیایی می‌باشد.

## موارد کاربرد
کاهش ناگهانی مصرف مواد مخدر از جمله الکل، بنزودیازپین‌ها و باربیتورات‌ها می‌تواند بسیار خطرناک باشد و منجر به تشنج‌های کشنده بشود. برای اعتیادهای طولانی مدت، شیوهٔ بوقلمون سرد می‌تواند باعت هذیان‌های خمری بشود که با توجه به همین موارد، این شیوهٔ ترک برای این گروه از اعتیادهای طولانی مدت پیشنهاد نمی‌شود.

### مواد افیونی
در ترک مواد افیونی شیوهٔ بوقلمون سرد شیوه ای به شدت ناخوشآیند اما نسبت به سایر شیوه‌های مشابه کمتر خطرناک گزارش شده‌است. احتمال مواجهه با مواردی که زندگی فرد را به خطر بیاندازند در این شیوه بسیار کمتر اند مگر اینکه فرد از پیش مبتلا به برخی شرایط پزشکی بوده باشد.

### سیگار
شیوه‌های نوین ترک سیگار توسط جی. وین مک فارلند و المان جی. فولکنبورگ (پزشک و کشیشی که شیوهٔ برنامه‌ریزی پنج روزه را در سال ۱۹۵۹ نگاشت) جوئل اسپیتزر و جان آر. چولیتو (مدرسین شیوهٔ ترک سیگار) و آلن کار (بنیانگذار شرکت ایزیوی در اوایل دهه ۱۹۸۰) موافقان و حامیان شیوهٔ ترک بوقلمون سرد هستند.

## واژه‌شناسی
در تاریخچهٔ اینکه اولین بار چگونه و چه کسی این شیوه را «بوقلمون سرد» نامید هنوز بحث و ابهام فراوانی وجود دارد.
در بانک‌های مقالات و پژوهش‌های علمی اشاره شده که مجلهٔ طنز جودی بعنوان اولین و بنیانگذار انقلاب «بوقلمون سرد» بوده‌است. «جودی» به دلیل کمیک استریپ‌های ادامه‌دار «آلی اسلوپر» حجم وسیعی از خوانندگان را در گسترهٔ وسیعی از انگلستان در اختیار داشت و بعنوان خبرنگار جنگی ماجراهای گوناگونی را پشت سر می‌گذاشت.
در کنار سایر ویژگیهای عامه پسند «جودی» مشخصا در نسخه سوم ژانویه ۱۸۷۷ خاطرات روزانه جان هوم مالک و زمیندار منتشر شد. متن خاص یادداشت روزانه آن روز از مجله جودی به خاطرات کریسمس جناب هوم می‌پرداخت؛ که در آن هوم با رفتاری فروتنانه به مغازه داران و آشنایان خود توضیح می‌داد که چقدر رابطهٔ طنزی بین واژه‌های مرتبط با کریسمس وجود دارد. بصورت ویژه خاطرهٔ مرتبط با دختر عمو کلارا که برای دید و بازدید عید به خانه آنها دعوت بوده. هوم، که آدم بسیار خسیسی بوده متعجب از اینکه کلارا به محض رسیدن عمو هوم به او تکه‌های بوقلمون سرد تعارف می‌کند اظهار می‌کند که این برخورد سرد را نپسندیده بوده و جالب اینکه در تمام چند روز اقامت عمو هوم در خانه کلارا این تکه‌های سرد بوقلمون راه خود را به بشقاب عمو هوم باز می‌کرده‌اند. در نهایت عمو بعد از بازگشت به خانه، بسیار منزجر از طرز برخورد دخترعمو کلارا، وکیل خود را صدا می‌کند و بصورت کامل دخترعمو کلارا را از لیست افراد موجود در وصیتنامه خود حذف می‌کند.
محققین فرض می‌کنند که واژهٔ «بوقلمون سرد» بعد از انتشار این نسخه از مجله بصورت گسترده‌ای مورد استفاده قرار گرفت و از لندن به جامعه بزرگتر اروپا و درنهایت به آمریکا راه یافت. این برخورد «بوقلمون سرد گونه» ی کلارا با عمو هوم و بازخورد عمو «حذف کلارا از لیست وصیتنامه» در فرهنگ و ادبیات «بوقلمون سرد» معنای نهفته و فرهنگی خود را پیدا کردند.

### انتشار
اولین ظهور چاپی بعدی «بوقلمون سرد» با معنای ضمنی حس محرومیت به ۱۹۱۰ بازمی‌گردد که در رومانس نورتلند شعر دنباله دار روبرت دبلیو. سرویس اشاره می‌کند که در یک میز قمار مبلغ زیادی باخته و با او به شیوهٔ «بوقلمون سرد» برخورد کرده‌اند.

### نظریات دیگر
یک نظریه دیگر درمورد ریشهٔ این واژه به عبارت آمریکایی «ترکی حرف زدن» برمیگردد که به معنی بی پرده حرف زدن و بدون آمادگی سخن گفتن است. ضرب‌المثل «ترکی سرد حرف زدن» هم بعنوان اسلنگ در ۱۹۲۰ به معنی اظهار گناه کردن گزارش شده‌است.
واژهٔ «بوقلمون سرد» همچنین به حالتی گفته می‌شود که در هنگام ترک مواد افیونی پوست افراد سیخ سیخ می‌شود که مثل پوست پرکندهٔ بوقلمون به نظر می‌رسد. به هرحال این واژه پیش از اینکه برای ترک مورد استفاده قرار گیرد موارد استفاده دیگری نیز داشته‌است. عبارت مشابه «لگد به عادت (معنای تحت الفظی ترک عادت)» به اسپاسم‌های عضلانی ای اشاره دارد که مثل سیخ شدن موها از نشانه‌ها و عوارض ترک اعتیاد به‌شمار می‌رود.

## تشریح
دو کلمه این دو واژه را باید باز شناخت:
- از معانی دیگر کلمهٔ «کولد»: ناگهانی و بدون آمادگی قبلی.[۱]
- بوقلمون به عنوان پرنده ای رک و رکیک برچسب گذاری شده‌است.[۲]

بنابراین دو، بوقلمون سرد یعنی «ترک عادت ناگهانی» که عواقب وخیمی خواهد داشت. این اصطلاح به ویژه در ترک سیگار، الکل و مواد مخدر کاربرد دارد؛ به نحوی که داوطلب، به صورت ناگهانی آن را زیر پای می‌گذارد.

## منایع
1. ↑  "Cold definition", Longman Dictionary (به انگلیسی)
2. ↑  "Why Do We Quit "Cold Turkey"?", Merriam-Webster (به انگلیسی)